# Grobowiec Królów
Grobowiec Królów (franc.: Tombeau des Rois), także: Grób Heleny z Adiabene to największy starożytny grobowiec w Jerozolimie. Teren grobowca zalicza się do eksterytorialnych Posiadłości Francji w Ziemi Świętej.

## Opis
Znajduje się na północ od dzisiejszego Starego Miasta w Jerozolimie. Jest to ogromne mauzoleum, w całości wykute w skale poniżej poziomu gruntu, składające się z monumentalnych schodów ozdobionych  jońskimi kolumnami, wielkiego dziedzińca i ośmiu hypogeów z 31 sarkofagami lub arcosoliami. Nad wejściem prawdopodobnie wznosiły się 3 świątynne budynki (niezachowane), z których każdy zwieńczony był piramidalnym dachem. Jeden z zachowanych sarkofagów (obecnie w zbiorach Muzeum Izraela) ma aramejski napis: Królowa Sadan (צדן מלכתא), Królowa Sadah (צדה מלכתה), co odnosi się najprawdopodobniej do królowej Heleny z Adiabene (Adiabene było królestwem na terenie dzisiejszego Kurdystanu).
Grobowiec nie jest udostępniony do zwiedzania. Można go zwiedzać tylko z okazji wydarzeń kulturalnych, organizowanych tu przez konsulat francuski. 

## Historia
Grobowiec zbudowano ok. 50 n.e. za panowania cesarza Klaudiusza. Kilkakrotnie jest wzmiankowany w różnych źródłowych dokumentach starożytnych. Zgodnie z nimi, królowa Helena z Adiabene wraz z rodziną przyjęła judaizm, a następnie przeniosła się do Jerozolimy, gdzie podobno zbudowała kilka pałaców. Talmud opisuje dary, jakie królowa przekazała Świątyni Jerozolimskiej. Królowa (zmarła między 56 i 58 n.e.) i dwaj jej synowie zostali pochowani w Grobowcu.
Grobowiec odkrył w 1895 francuski badacz Louis Félicien de Saulcy (1807-1880), który nazwał go Grobowcem Królów, gdyż identyfikował go z grobami królów Judy. Stwierdził, że grobowiec został wcześniej splądrowany; ocalałe wyposażenie grobowca częściowo przekazał do Muzeum Luwru. Grób został zakupiony przez bankierów - braci Pereire w 1871 i podarowany przez nich Francji w 1886. Prawa Francji do tej posiadłości potwierdziły układy francusko-osmańskie, zawarte w Mytilene w 1901 i Konstantynopolu w 1913, ustanawiające "protektorat" Francji nad tą posesją. Został on potwierdzony przez następców Imperium Osmańskiego: Państwo Izrael w 1949 (Porozumienia Chauvel / Fischer) i Autonomię Palestyńską w 1997.